# San Martino Pardo
I principi di Ramondetto Sammartino Pardo ) sono una famiglia della nobiltà siciliana, di origini risalenti al Basso Medioevo; prima baroni e poi principi del Pardo, ma anche altrimenti titolati nei diversi rami e nei singoli personaggi: duchi di Sammartino di Ramondetto (o Ramondetta), duchi di Montalbo, baroni e duchi di Fabbrica, duchi Sammartino De Spucches e di Santo Stefano di Briga, conti di Sammartino, baroni di Santa Caterina, marchesi (di San Pasquale, eredi della casata Pastore), etc.. La famiglia è storica mente divisa in più rami, sparsi per lo più tra Sicilia orientale (Catania, Messina) e occidentale (Palermo) e una filiale nel sud della Spagna con congnome Sanmartin che però é un ramo diverso della dinastia ed antecedente all insediamento di Raimondo di Turpes nel regno delle due Sicilie. 
Ai fini di una ricostruzione più aggiornata e approfondita della storia patria interessa sottolineare il ruolo politico-militare protagonista avuto in continuità dal primo al secondo risorgimento dei suoi ultimi e in tal senso più illustri rappresentanti: Francesco, figlio primogenito di Raimondo Sammartino Principe del Pardo (circa 1758 - Catania 1842); Gaspare di lui figlio e degno continuatore, ultimo erede araldicamente riconosciuto della casata.
Fratello minore del detto Raimondo fu il matematico Agatino Sammartino Pardo (circa 1773 - Catania 1856), ritenuto dalle accademie delle scienze italiane e straniere – di cui era socio onorario – “uno dei più alti matematici del reame di Napoli”. Egli fu anche senatore di Catania ed uomo di singolare pietas: è ricordato tra i cittadini più illustri con un busto nel giardino Bellini.
Nipote di Raimondo, figlio del secondogenito Antonino, fu un altro Francesco (Palermo, 1859 - Messina, 1925) più noto come Sammartino De Spucches o anche solo De Spucches (il cognome deriva dall origine catalana Despuig e l italianizzazione del cognome é un tratto distintivo della storia filogenetica dell araldica familiare che ne distingue poi storicamente i differenti rami. Questi, da esperto giurista, fu cultore di studi storico-nobiliari e soprattutto autore della monumentale e documentaria Storia dei feudi e dei titoli nobiliari in Sicilia, in dieci imponenti volumi, e de L'archivio storico che illustra le norme di successione in Sicilia. Lo stesso è ricordato a Messina (sede privilegiata del casato dei Sammartino De Spucches) tra i suoi uomini più illustri.

## Origini
Storici accreditati (dall'Emanuele di Villabianca al Galluppi, poi richiamati dallo Spreti, supportato dal Mugnos, dal Palizzolo Gravina, dal Mango di Casalgerardo, da F. Sanmartin De Spucches) – testimonianze tutte, integrate da una settecentesca dichiarazione del Senato catanese risalente al periodo post-terremoto del 1693 – attestano che la famiglia Sanmartin Pardo, naturalizzata siciliana, fosse proveniente dalla nobilissima famiglia dei Sancto Martino della Catalogna, ma originaria della Guascogna, dalla famiglia di un duca Oddone di Guascogna (la famiglia Sammartino "ab Eudone Vasconiae Duce nostris proaribus consanguineo originem traxit").
Primo capostipite fu un Raimondo, signore di Miger e Tourpes, il quale dall'imperatore Federico II, con editto imperiale del 1235, in memoria degli atti di eroismo compiuti in Terrasanta, ottenne il privilegio di alzare nelle proprie armi l'aquila imperiale bicipite, che tiene lo stendardo con le armi gerosolimitane in ambo gli artigli. Pertanto lo stesso documento "lo riconosce oriundo di sangue reale e lo esenta da ogni gabella nel Regno delle Due Sicilie".
Discendenti diretti di Raimondo si trasferirono in Sicilia al seguito dei re aragonesi, signori delle contee catalane. Così in un altro documento del 23 maggio 1434, citato dal Mugnos – tratto dalla Regia Cancelleria di Palermo, 1453, fol. 499, al tempo del viceré delle Due Sicilie l'Infante  Pietro d'Aragona Duca di Noto, per il re Alfonso il Magnanimo, suo fratello –, si apprende la notizia dell'investitura di Nicolò Ramondetto alla carica di presidente e di governatore della Calabria Citra, riaffermando l'alta nobiltà della famiglia dei Sanmartin Ramondetto ("ex antiquissimis Baronibus de Elgiria in Vasconia [...] originem traxit").
Dal momento del trasferimento in Sicilia è cosa certa che la famiglia Sanmartin vi godette da sempre di una posizione nobile di rilievo, nelle città di Catania, Palermo, Messina; occupando cariche pubbliche di rilievo e possedendo titoli e feudi; tra i quali sono documentabili - in ordine anacronistico d'importanza - il principato di Pardo; i ducati di Fabbrica, Montalbo, Sanmartin; le baronie di Campobello, Gimia, Gisira, Morbano, Priolo e Tuzia. L'albero genealogico della famiglia siciliana è ricostruibile a partire da un barone discendente di Raimondo, Raimondetto (XV secolo), il cui figlio Nicolò fu il primo ad aggiungere a quella del casato principale la denominazione di Raimondetto, successivamente trasformata in Ramondetto e spesso ritrovabile variata in (gens) « Ramondetta »; denominazione derivatagli direttamente dal padre e indirettamente dal celebrato capostipite catalano-guascone.
Di generazione in generazione all'iniziale acquisto del feudo di Pardo, oltre ad importanti cariche legate tanto al rango quanto al merito di ciascun erede, si giunse appresso all'investitura del titolo di principi del Pardo (fine del XVII secolo). E nel successivo trapasso generazionale avvenne una separazione tra due rami appresso ben distinti: quello dei principi di Pardo con capostipite un Raimondo, investito nel 1684 del titolo specifico, con residenza principale a Catania; quello dei duchi di Sanmartin, dal quale sorse il ramo dei Ramondetto Sanmartino Montalbo, con residenza principale a Palermo (la cui dimora, Palazzo Montalbo-Boscogrande, venne utilizzata da Luchino Visconti per il suo Il Gattopardo).

## Storia
Le fonti citate testimoniano tutte come si trattasse già all'origine di personaggi dell'alta nobiltà, familiarmente legata ai primi re aragonesi di Sicilia. Fu un Guglielmo Sancto Martino, avo dell'acclamato capostipite Raimondo, a trapiantarsi in Sicilia tra il XIII e il XIV secolo (1282 ca.) sotto le insegne del re Pietro I il Grande, di cui fu Maggior Cameriere. Il figlio di lui, Raimondo Sanmartino Ramondetto, esercitò l'Officium Viciadmirantis del re Pietro IV (1352). E il primo Sanmartin titolare di una baronia (1406) fu il figlio di questi, Raimondetto: familiare di Sanmartino I il Giovane re di Sicilia e per i servigi resi ai sovrani ottenne il governo della Camera reginale (il patrimonio privato della regina Maria) e molti beni e titoli tra cui l'investitura del feudo nobile del Pardo in Val Demone. Egli accompagnò in Sicilia la regina Bianca di Navarra, andata in sposa in seconde nozze per procura al suo re, rimasto vedovo. 
Raimondetto sposò Isabella figlia di Giacomo Sanmartino, figlio a sua volta di un Antonio Sanmartino anch'egli discendente dal capostipite catalano Raimondo e venuto in Sicilia come Maggior Cameriere di re Pietro II d'Aragona (1304-1342). Il matrimonio tra consanguinei (procugini) - e Giacomo era ultimo della linea -rafforzava di fatto la dinastia al suo stesso avviarsi. Così il figlio di Raimondetto, Nicolò barone Pardo (1453) fu cameriere dell'infante del re Pietro d'Aragona e presidente generale della Calabria Citeriore (1435). Nicolò ebbe figli: il barone del Pardo Raimondo (1466) che fu parecchie volte senatore di Catania e il barone di Fridani e Contorto Nicolò Lupo; Raimondo ebbe figlio il barone Antonio (1499), esimio giureconsulto e consultore del re di Spagna. Così pure furono alti rappresentanti del regno e reggenti del Supremo Consiglio d'Italia in Spagna: un Raimondo (1569-1573) sommo giurista dell'epoca e come tale soprannominato Apollo juris; il primo « duca » Sanmartino, Giovanni (1682). 
A Catania la famiglia dei Sanmartino Ramondetto principi del Pardo ricoprì di norma cariche pubbliche di vertice (furono capitani di giustizia, patrizi, senatori ...), in corrispondenza imparentandosi con le locali più potenti famiglie aristocratiche. E tra loro si distinsero anche i mecenati: furono proprio dei Sanmartino nel 1819 ad avviare la carriera dell'ancor giovanissimo compositore Vincenzo Bellini, procurandogli tra l'altro quella generosa borsa di studio che gli permise di studiare al San Sebastiano di Napoli: si trattava del duca Stefano di Sanmartino Montalbo, al momento Intendente di Catania, e della di lui consorte - affascinata dalle doti del precocissimo musicista; che riuscirono nell'intento in stretta collaborazione al pro-cugino Raimondo Sanmartin, settimo principe del Pardo e al momento Patrizio di Catania, a capo dell'amministrazione della città. 
All'ottocentesco trapasso generazionale proprio dal suddetto Raimondo, VII principe del Pardo, e da Francesca Paola De Spucches duchessa di Santo Stefano vennero Francesco e Antonino. Francesco Sanmartin e De Spucches principe del Pardo (Messina, 1803 - Catania, 1880) è stato un eroe del primo risorgimento italiano: carbonaro fin dal 1820 si arruolò come volontario e fece parte della spedizione napoletana nel Veneto sotto il comando militare di Guglielmo Pepe. Distinguendosi tanto particolarmente da meritare il grado di colonnello e di aiutante in campo dello stesso generale Pepe, comandante in capo dell'esercito della repubblica veneziana: insomma un “Colonnello funzionante da Generale a Venezia”, nella pertinente definizione dell'Abate.
Caduta Venezia, alla cui difesa aveva continuato a partecipare nonostante il repentino voltafaccia del sovrano borbonico e il dietrofront delle stesse truppe napoletane di cui inizialmente era al comando, fu costretto ad un lungo esilio a Smirne, arrivando perfino a rifiutare i privilegi che il rango gli avrebbe potuto permettere - tra cui l'amnistia promulgata nel 1859 dal neo-re Francesco II di Borbone, appena subentrato alla morte del padre Ferdinando - e a disperdere una parte importante dei beni di famiglia tra cui il catanese Palazzo Pardo di Piazza Duomo, venduto dal fratello Antonino nel 1851; palazzo adiacente alla via Pardo e alla retrostante, popolarissima "piscarìa" (pescheria) - che è sita negli esterni tanto nella piazza Alonzo di Benedetto quanto nella omonima piazza Pardo; e, ancora, vicinissimo frontalmente alla via Sanmartino e alla chiesa di Sanmartino, sede della nobile e antichissima arciconfraternita dei Bianchi.
Il principe Francesco Sanmartino Pardo tornò in Italia solo dopo lo sbarco di Garibaldi e, reintegrato nel grado di colonnello, gli venne affidato il comando militare della provincia di Catania.
Il figlio di Francesco, Gaspare Sanmartino Ramondetto e Pastore (1833-1908), fu l'ultimo dei principi Sanmartino Ramondetto Pardo ed ottenne anche dalla monarchia sabauda, con D.M. del 14/03/1906, il riconoscimento dei titoli di principe del Pardo e di marchese della casata Pastore (ereditato dalla madre, marchesa di San Pasquale e figlia unica di Gaetano Pastore maresciallo di campo dell'esercito borbonico). Giovanissimo al seguito del padre aveva partecipato alla difesa della Repubblica di Venezia di Daniele Manin, meritandosi sul campo il titolo di alfiere. Ma la sua adesione al risorgimento italiano si estende fino all'impresa garibaldina, cui partecipò da capitano dell'armata dell'Italia meridionale. Venne successivamente confermato nell'esercito italiano, completandovi la sua carriera militare. 
Le coraggiose vicende di Francesco e, in parte, di Gaspare sono narrate e con dovizia documentate in un volumetto celebrativo, dal titolo Gesta di Francesco Sammartino Principe del Pardo (1861), dello scrittore e politico italiano Antonino Abate, anch'egli carbonaro e antiborbonico e motivato ammiratore del principe Francesco: un nobile, secondo lui, votato anzitempo agli ideali mazziniani.
Presso l'Archivio storico di stato torinese sono rintracciabili gli stati di servizio militare che, oltre a confermare quanto riportato dall'Abate, attestano la partecipazione del principe Gaspare alle due diverse fasi del risorgimento italiano. A testimoniarne, seppure ancora indirettamente e in un'auspicabile prospettiva di più aggiornate ricerche, una notevole continuità storico-politica negli eventi dell'intero secolo e una (poco valutata in ambito storiografico) unificante omogeneità socio-culturale: caratterizzazioni intercorrenti simultaneamente presso élite borghesi ed aristocratiche tanto del nord quanto del sud del paese, dunque preparatorie degli eventi che gradualmente portarono all'Unità d'Italia.

## Araldica e Genealogia
'Stemma dei Sammartino Pardo': d'oro, alla banda di rosso, accompagnata da due rose dello stesso, stelate e fogliate di verde, poste in banda, quella della punta riversata. Lo scudo sostenuto dall'aquila bicipite al volo abbassata di nero, linguata di rosso, membrata e imbeccata di oro, coronata all'antica del medesimo in ambo le teste, afferrante con l'artiglio destro lo stendardo gerosolimitano.
Di seguito l'albero genealogico agnatizio in un particolareggiato elenco, dalle origini medievali e dalla venuta in Sicilia al seguito dei re aragonesi ai giorni nostri: precisando lo specifico titolo principale a partire dal discendente di Guglielmo, il primo barone del Pardo Raimondetto (XV secolo), il cui figlio Nicolò fu il primo ad aggiungere la denominazione gentilizia di « Raimondetto », appresso trasformata in « Ramondetto » e spesso variata al femminile in «  Ramondetta  » (nome latinizzato della casata).
- Signore Raimondo de Sancto Martino, capostipite catalano-guascone – Raimondo, Signore di Miger e Tourpes, ebbe da Federico II nel 1235 il privilegio imperiale dell'alto blasone tradizionale dei Sanmartin: l'aquila imperiale conquistatrice di Gerusalemme
- Signore Guglielmo de Sancto Martino – discendente del capostipite, giunto in Sicilia – di Guglielmo si ha notizia che fu nel 1282 tra i cento cavalieri della disfida tra i re Pietro il Grande e Carlo d'Angiò[10]
- Signore Raimondo de Sancto Martino – discendente figlio del precedente – di Raimondo Sanmartino Ramondetto; si ha notizia che fu titolato nel 1352 dell'Officium Viciadmirantis Regis di re Pietro (IV) d'Aragona.
- 1º Barone Ramondetto (o Raimondetto San Martino Pardo[senza fonte]) – La prima generazione risalirebbe a Ramondetto de Ramonet[24], un cavaliere catalano giunto in Sicilia con i re Martini – di cui era familiare[senza fonte] –, e che acquistò da Gugliotta de Balba il feudo del Pardo e ne fu investito in Catania il 29 aprile 1405. Ottenne il Governatorato della Camera Virginale[senza fonte]. Sposò Elisabetta, figlia di Matteo Sammartino (o Isabella, una pro-cugina, figlia di Giacomo, a sua volta figlio di Antonio San Martino venuto in Sicilia come Maggior cameriere di re Pietro II[senza fonte]), che impose ai discendenti il proprio cognome. Tanto Raimondetto, attraverso il nonno Guglielmo, quanto Antonio erano discendenti dal capostipite catalano-guascone Raimondo.[senza fonte]
- 2º Barone Nicola (1453) – A proseguire la linea parentale fu Nicola[24] (o Nicolò[senza fonte]), II barone del Pardo, investito il 21 luglio 1453, e fu governatore della Calabria Citra (1453), Maestro Razionale del Regio Patrimonio.[senza fonte]. Sposò (1453) Caterina Platamone e Tudisco, sorella di Battista, viceré di Sicilia (1440).
- 3º Barone Raimondo (1466) – Raimondo, col nome di Raimondo Ramondetta, fu Senatore di Catania (1480)
- 4º Barone Antonio (1499) – Antonio fu esimio giureconsulto e Consultore del re di Spagna Ferdinando il Cattolico (1529)
- 5º Barone Giovanni detto Giovannello (1505 e 1517) – Giovanni fu Senatore (1525) e Patrizio di Catania (1529-1533) e Capitano d'armi di Taormina (1551) e Vicario generale in Val di Noto (1544) per difenderlo contro i Turchi. Suo fratello Raimondo fu ambasciatore presso i re di Spagna (1529)
- 6º Barone Raimondo (1552) – Raimondo, col nome di Raimondo Ramondetta, fu sommo giurista e ricoprì diverse, tra le massime, cariche amministrative dell'epoca. Fu Senatore di Catania (1548 e 1572) e Deputato del Regno (1570 e 1573) e Professore di Diritto Civile nell'Università di Catania e Sindacatore e Visitatore Generale del Regno (1564) e Giudice del Tribunale della Gran Corte (1561 e 1569) e Presidente del Tribunale del Concistoro (dal 1569 al 1573) e Compilatore delle Prammatiche del Regno e dei Capitoli del Regno (pubblicati a Venezia nel 1576 e nel 1573) e Reggente del Supremo Consiglio d'Italia in Ispagna (dal 1575 al 1582) e Presidente del Tribunale del Regio Patrimonio (1582). Soprannominato per la sua autorevolezza e dottrina Apollo juris, gli fu concesso il titolo di Don per sé e i suoi discendenti di sangue (1565). Morì a Genova e fu tumulato a Palermo in San Domenico (1584). Suo fratello Giovanni fu abate di Santa Maria di Nuovaluce.
- 7º Barone Ottavio (1585 e 1600) – Ottavio fu a Catania Capitano di Giustizia (1587-1588 e 1610-1611) e Senatore (1584-1585); Maestro magazziniere della Città di Sciacca in Persona (dal 1576) e per delega a suo fiduciario (dal 1584); Capitano di Fanteria spagnola e Commissario generale delle guardie marittime del Regno. Il fratello Baldassarre fu cappellano del re (1575). La sorella Agata Ramondetta col nome di suor Fausta (1591) fu monaca professa e divenne Abadessa del Monastero della Martorana a Palermo, dove morì in odore di santità
- 8º Barone Vincenzo (1606 e 1622) -Vincenzo Ramondetta fu Senatore di Catania nel 1631-1632 e nel 1634-1635-1636 e nel 1640 e nel 1647 e nel 1653-1654. Fu anche Giurato a Piazza nel 1626-1627

Principi di Sammartino
- 1º Principe Raimondo Sanmartino Pardo (Barone 1652 e Principe 1684) – Raimondo Sanmartino di Ramondetta e Trigona, il 14 novembre 1652 fu investito della baronia di Pardo[25]. Fu due volte senatore di Catania (1659-1660, 1662-1663), quattro volte patrizio (1672 e 1673, 1675 e 1676, 1681 e 1682, 1683 e 1684), capitano di giustizia (1680 e 1681). Con privilegio dato il 10 luglio 1684 ed esecutoriato il 31 agosto dello stesso anno[26], ottenne la concessione del titolo di principe del Pardo. Sposò Francesca Grasso Raimondo di Giovan Battista.
- 2º Principe Giovanni (1693) – Giovanni Sanmartino  fu investito della baronia di Pardo il 29 gennaio 1679 e del titolo di principe di Pardo il 15 maggio 1693[26]. Ebbe numerosi incarichi pubblici: fu due volte senatore di Catania (1674-1675, 1682-1683), capitano di giustizia di Catania (1688-1689)[26] patrizio (1680-1681), Commissario straordinario viceregio per la repressione dei ladri, dei banditi e scorridori (dal 1688)[senza fonte]. Fu marito in prime nozze di Eutizia Paternò Castello, figlia del principe di Biscari Vincenzo e di Felicia Gravina[26]; sposò in seconde nozze Maria Asmundo Paternò[26][27]. Morì a Catania nel 1695 e fu inumato a San Domenico[senza fonte].
- 3º Principe Raimondo (1697) – Raimondo, investito del titolo di principe e della baronia del Pardo l'8 gennaio 1697, morì celibe nel 1707[26].
- 4ª Principessa Angelica (1708) – Angelica, sorella non maritata del precedente Raimondo (vergine in capillo)[senza fonte], fu investita secondo diritto siciliano della baronia e del titolo di principessa Pardo il 20 marzo 1708[26]. Andò in sposa a(l procugino) Francesco Sanmartin Ramondetta Trigona, del ramo dei duchi di Sanmartin, che non prese investitura e fu Cavaliere di devozione di Malta. Tali personaggi, il Villabianca[28] li identificò erroneamente come i genitori del 7º Principe Raimondo Sammartino Ramondetto e Tedeschi, poiché figlio di un don N... (?) Sanmartino Ramondetta e Trigona, a sua volta figlio minore del barone di Campobello (Raimondo Sanmartin Ramondetta) e di donna Angelica Sanmartino e Asmondo (figlia della sorella di Raimondo Sanmartin di Ramondetto e Asmondo). Lo stesso Villabianca cita il vero padre del 7º Principe, cioè Francesco Sanmartino di Ramondetto e Reggio[29], solo perché patrizio di Catania nel 1769, figlio dell'ultimo principe del Pardo.
- 5º Principe Raimondo Domenico – Raimondo-Domenico Sanmartino e Sanmartino fu capitano di giustizia a Catania (1767), soprintendente delle RR. Poste di Catania[26], pastore dell'Accademia Etnea. Sposò Maria Reggio e Gioeni[26], figlia di Gioacchino Reggio e Corvino dei principi di Campofiorito – il suo famoso monumento funebre è visitabile presso il Santuario Matrice Maria SS.ma della Catena di Acicatena[30] – e di Isabella Gioeni. Morì a Catania nel 1775 e fu sepolto in San Domenico[senza fonte].
- 6º Principe Francesco (1783) – Francesco Sanmartin di Ramondetto e Reggio divenne principe e barone di Pardo per investitura il 12 gennaio 1783[26]. Fu capitano di giustizia di Catania (1769), patrizio (1771), senatore (1798)[26]. Sposò Maria Eustachia Paternò Tedeschi, figlia di Antonino Alvaro Paternò Asmundo di Manganelli e di Agata Tedeschi.
- 7º Principe Raimondo – Raimondo fu a Catania: Senatore (1798-1799), Console nobile dell'arte della seta (1812-1813), Patrizio (1819-1821 e 1824), Presidente del Consiglio Generale del Valle di Catania (eletto il 1823 e il 1836), Deputato del Molo (1832-1833)
- 8º Principe Francesco – Francesco fu Maggiore nell'esercito borbonico e Colonnello e Aiutante di campo del Generale Guglielmo Pepe Comandante in capo nella Difesa della Repubblica di Venezia (1848). Dopo un lungo esilio a Smirne tornò in Sicilia dove ebbe il comando della piazza di Catania
- 9º Principe Gaspare (1833-1908): riconoscimento della monarchia sabauda) – Gaspare fu Capitano dell'armata meridionale al comando di Giuseppe Garibaldi e, appresso, nella Fanteria dell'Esercito Italiano
- 10º Principe Francesco (1968- ) Riconoscimento della Monarchia di Sabauda, del Santo Padre Francesco I e dell'Associazione Araldica Italiana. La casa viene trasferita in Andalusia per eredità diretta.

## Discendenza
- Discendenti dirette – Concetta Sanmartino in Musumeci (1880-1917), figlia adottiva di Gaspare (9º Principe)[31]; Gaetanina, (1829-?) sposata con Aniello D'Ambrosio, e Filomena (1834-?), sposata d'Amico e rimasta vedova e risposata Giarre: sorelle di Gaspare, vissute a Napoli con la madre Giuseppina,[32] figlia unica di Gaetano Pastore Marchese di San Pasquale, maresciallo di campo dell'esercito borbonico a Trapani.[33]
- Figlie dell'ultimo Duca di S.Stefano di Briga, Francesco Sanmartino De Spucches:  Vittoria Sanmartin De Spucches, principessa Alliata (1890-1971), ottenne la speciale attribuzione per aut. regia del 20/01/1933 di Principessa sul cognome ad personam.[34]; le sorelle della stessa: contessa Ninetta Sanmartin in Mangoni e principessa Giovanna Sanmartin in de Gregorio principi di San Teodoro. Tutte e tre furono registrate come Nobili dei principi di Pardo nel Libro d’oro della nobiltà italiana.

La figlia dello storico Francesco San Martino De Spucches – quartogenito di Antonino San Martino De Spucches e
ultimo duca di Santo Stefano della linea dei San Martino – Vittoria San Martino De Spucches
(Messina 1890-Palermo 1971), primogenita di altre due sorelle, in quanto sposata al principe
Gabriele Alliata Bazzan e precocemente rimasta vedova, nelle more della crescita del suo
primogenito si impose come capofamiglia degli Alliata di Villafranca, tra le più titolate delle
famiglie aristocratiche siciliane, tanto per la sua personalità generosa e culturalmente aperta quanto
per il suo energico piglio decisionale. Al pari del padre e del figlio secondogenito Francesco era
laureata in giurisprudenza e, definita in ambito cittadino per le sue notevoli doti umane “la
principessona”, come amante delle arti e della musica in particolare fece del prestigioso palazzo
Alliata di Villafranca in Palermo uno dei più attivi salotti culturali del primo novecento. Perduto, alla
morte del padre, il titolo di duca di Santo Stefano, per non rimaner di meno alla famiglia acquisita,
chiese ed ottenne il titolo di “principessa [San Martino] sul cognome ad personam” con aut. regia del
20/01/1933; proprio in virtù dell’appartenenza ad un ramo cadetto di quella casata reputata in
estinzione con il cugino del padre, Gaspare (1833-1908) figlio di Francesco (1803-1880) figlio di
Raimondo (?-1842): gli ultimi principi San Martino Pardo araldicamente riconosciuti (Vittoria è in
effetti iscritta nel Libro d’oro della Nob. Ital. col titolo di nobile dei principi di Pardo, titolo appunto
riservato ai rami cadetti). Tra l’altro Gaspare aveva due sorelle, Filomena e Gaetana, e – come
testimoniato dalla diretta tradizione familiare dello scrivente, relative carte anagrafiche nonché altri
documenti d’archivio – ebbe pure una figlia naturale e adottiva, Concetta (1884-1918) San Martino
in Musumeci (1908), che alla sua morte lasciò unica erede. Cfr. per le suddette genealogie:
Francesco San Martino De Spucches, La storia dei feudi e dei titoli nobiliari di Sicilia – dalla loro
origine ai nostri giorni (1925). Lavoro compilato su documenti ed atti ufficiali e legali, 10 volumi,
Tip. Boccone del povero, Palermo 1924-1941 (aggiornamento a cura di Carmelo Arnone), alle voci:
Principe del Pardo, Duca di Santo Stefano, Principe di Galati.
4. Villabianca Francesco Maria Emanuele, Della Sicilia Nobile, 1754/1759, vol. II, p. 178. e p. 245.
5. Galluppi Giuseppe, Nobiliario di Messina, 1877, p. 166.
6. Spreti Vittorio, Enciclopedia storico-nobiliare italiana, vol. IV, Milano 1931, pp. 439-440.
7. Ibidem, p. 440.
8. Fonte più recente: Spreti Vittorio, op. cit., pp. 439-444 (V. Spreti – Enciclopedia storic
[Fonte principale: F. Sanmartino De Spucches; Storia dei feudi e dei titoli nobiliari in Sicilia, alle voci: Principe di Pardo e Signori del Pardo (Quadri 689 e 690), Duca di Santo Stefano di Briga (Quadro 986), Principe di Galati e Signori di Galati (Quadri 401 e 402). Fonti integrative: G. Galluppi, F. Mugnos, V. Palizzolo Gravina, V. Spreti, F.M.E. Villabianca (opere tutte citate in note e in bibliografia); settecentesca attestazione senatoria, del Senato catanese successivo al terremoto del 1693, sulla qualità e consistenza della provenienza storico-nobiliare della famiglia Sanmartino Ramondetto (o Ramondetta) principi e baroni del Pardo, acclusa al fondo Sanmartin Pardo, presso l'Archivio di Stato di Catania; Cenno genealogico della famiglia Sanmartin Ramondetto (opera citata in bibliografia)]